# Bengt Brunes
Bengt Torsten Brunes, född 5 mars 1911 i Rämmens församling, Värmlands län, död 18 oktober 1980 i Danderyds församling, Stockholms län, var en svensk företagsledare och civilingenjör. 
Bengt Brunes, vars far var disponent, avlade 1934 civilingenjörsexamen vid KTH och var därefter verksam vid Sydsvenska kraft AB och AB Svenska Maskinverken. Han var 1961–1965 vice VD för ÅF och VD för Sandwell AB från 1965.
Brunes invaldes 1962 som ledamot av Ingenjörsvetenskapsakademien.